# بغ‌بغو
بَغبَغو، از روستاهای بخش مرزداران شهرستان سرخس است و در جنوب شهر سرخس و حاشیه کشف رود قرار دارد. بر اساس سرشماری سال ۱۳۸۵ جمعیت آن ۶۸ خانوار و ۳۱۴نفر
است. این روستا در حاشیه جاده صالح آباد قرار دارد و تقریبا در ۸۵ کیلومتری مشهد قرار گرفته است.

## تاریخچه
این روستا نسبتاً قدیمی و با شکل روستای محصور سنتی ایرانی دارای برج و باروهای مخروبه‌ای است که به چهاربرجی معروف است و نموداری از گذشته با اهمیت و ارزشمند آن می‌باشد.
میرزا محمدحسین مهندس در سال ۱۳۱۱ هجری قمری در بارهٔ این روستا چنین می‌گوید: «باغباغو به علی اصغر رئیس تلگرافخانه آذربایجان به ملکیت مرحمت شده، اگر چه چهارسال قبل اقدامی در آبادی آنجا نمود و چهار صد، پانصد تومان هم هزینه کرد، لیکن صورت آبادی نگرفت و بعد از مراجعت خودش از اراضی اقدس، خانوار آنجا متفرق شد و فعلاً چند غلام تلگراف که مستحفظ سیم می‌باشد در این قلعه ساکنند و گاهي هم تلگراف‌چي مأمور اين منطقه مي شود (سفرنامه ركن الدوله، 25).»
سرهنگ مك گِرگُر انگلیسی در 1254شمسی / 1875 میلادی از بغبغو به عنوان يك قلعه نظامي تازه بنا شده ياد مي‌كند كه حدود سی آدم مفلوك در آن ساكن بوده‌اند (مك گرگر، 28). در سفرنامه رکن‌الدوله در سال 1260 شمسی از بغبغو با نام باغِ باغان ياد شده كه به نظر نویسنده این سفرنامه، عوام آن را بغبغو می‌گویند و محل سكونت عده‌اي از تركمانان طايفه سالور بوده كه از رعاياي دولت ايران به شمار مي رفته‌اند. ضمناً وی باغ باغان را احداثي حاج محمد ولي ميرزا قاجار حاكم خراسان مي‌داند كه پس از دست‌اندازي تركمن‌ها با اسكان يكصد خانوار از تركمانان سالور آن را آباد كرده‌اند (سفرنامه ركن الدوله، 62 و 64). 
محل پیشین روستا بر اثر سيل خراب شده و پاسگاه مخروبه ژاندارمري در سمت شرق جاده آسفالته هنوز هم باقي است. اوایل دهه 1360 شمسی بود كه سكونت‌گاه اهالي به سمت چپ جاده در جهت جنوب غرب انتقال يافت. شاخه‌اي از رودخانه كشف تحت عنوان كال بند شاه محمد دو بخش روستا را كه در واقع دو طايفه هستند از يكديگر جدا كرده.

## مردم‌شناسی
قدمت این روستا حدوداً بیش از ۸۰۰ سال است. ساکنین این روستا ترک‌های شاهسون شیرازی هستند و مابقی از مهاجرین سیستانی هستند که به تیره سید کله زابلی مشهورند.
مردم این روستا از دام‌داری و کشاورزی دیم گذران زندگی می‌نمایند. این روستا درگیر خشکسالی شدید می باشد و مردم به تدریج در حال ترک این منطقه می باشند.
خاستگاه مهاجرتی سکنه فعلی بغبغو، سيستان، نهبندان و اندكي نيز چاه مزار گناباد است. قبلاً شخصي به نام خليل آقامالك اراضي روستا بوده كه البته خودش هيچگاه در آبادي سكونت نداشته است. از نام‌های خانوادگی اهالی می‌توان شاهسون, برسر و اصل مرادی را نام برد.
در سالیان دور، طبق صحبت های بزرگان روستا، قریب بر ۴۰۰ هکتار زمین آبی زیر کشت وجود داشته است، محصولاتی همچون جو، گندم و چغندر از برداشت های متداول و معمول آن روزگار بوده است. در دهه اخیر به دلیل عدم وجود آب کافی، هکتارها زمین آبی غیرقابل کشت شده اند، این اتفاق جزو دلایل اصلی مهاجرت اجباری مردم به مشهد می باشد. 